# サッカーイラク代表
サッカーイラク代表（サッカーイラクだいひょう、アラビア語: مُنْتَخَبُ الْعِرَاقِ لِكُرَةِ الْقَدَمِ）は、イラクサッカー協会（IFA）によって構成される、イラクのサッカーのナショナルチームである。ホームスタジアムは、バスラにあるバスラ・スポーツシティ。

## 概要
西アジアサッカー選手権2002や、AFCアジアカップ2007では優勝を果たしている。さらにガルフカップ優勝4回、FIFAアラブカップ優勝4回など、輝かしいタイトル獲得経歴を誇る。
1980年モスクワ五輪、1984年ロサンゼルス五輪、1986年メキシコW杯に出場するなど、1970年代後半から1980年代半ばにかけてアジア最強の一角を占めていたが、1980年から8年間続いたイラン・イラク戦争、1991年の湾岸戦争とその後の西側諸国による経済制裁、さらに2003年のイラク戦争の影響でサッカーを取り巻く環境が著しく悪化した。
近年のW杯予選では2014年ブラジル大会、2018年ロシア大会、2022年カタール大会、2026年北中米大会と連続して最終予選まで進んでいる。

## 歴史

### イラク代表の誕生

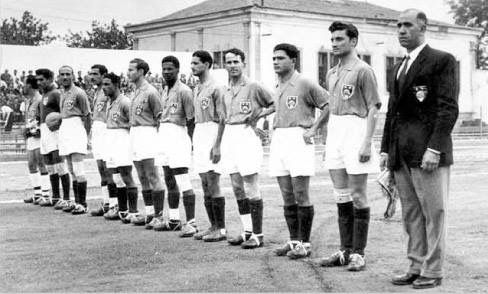
1951年のイラク代表

1948年10月8日、イラクサッカー協会が設立され、FIFAには1950年に加盟した。イラク代表の最初の国際試合はベイルートで開催された1957年アラブ競技大会のモロッコ戦で、3-3の引き分けであった。
1962年、初めての外国人監督となるコルネル・ドラグシン（ルーマニア）が監督に就任。1964年、アラブカップで優勝を果たし、国際大会初において初めてタイトルを獲得した。自国開催となった1966年大会でも決勝戦でシリアを破り連覇を果たした。

### 1970年代
AFCアジアカップには1972年大会で初出場となったが、1勝も挙げることなく大会を終えた。翌年3月、1974年西ドイツW杯・予選に初参加。そのアジア・オセアニア予選では、1次予選でオーストラリアに次ぐ2位に終わり最終予選には進めなかった。その後ガルフカップ1976で準優勝、AFCアジアカップ1976で4位、自国開催のガルフカップ1979で優勝と徐々に結果が出始めた。

### 1980年代　第1次黄金時代
1982年スペインW杯・アジア/オセアニア予選でも1次予選敗退に終わったが、同年のアジア競技大会で金メダルを獲得。84年にはガルフカップで2大会ぶり優勝、85年にはアラブカップ、アラブ競技大会で共に優勝と、立て続けにタイトルを獲得した。

#### 1986W杯
1986年メキシコW杯・アジア予選では、西アジアのチームが集まる西地区予選に入り、1次予選でカタール、ヨルダンに競り勝って2次予選に進出。2次予選はUAEとホーム・アンド・アウェー方式で対戦。敵地ドバイでの第1戦を3-2で勝利した後、ホームでの第2戦を1-2で落とした。合計スコアは4-4で並んだが、アウェーゴール数が多いイラクが勝者となり、最終予選進出を決めた。勝てば本選出場となる最終予選ではシリアと対戦。敵地ダマスカスでの第1戦を0-0で終えた後、ホーム・ターイフでの第2戦を3-1で勝利し、合計スコア3-1でFIFAワールドカップ初出場を決めた。
1986 FIFAワールドカップ本大会ではパラグアイ、ベルギー、開催国のメキシコと共にグループBに振り分けられた。初戦のパラグアイ戦で0-1の黒星を喫すると、2戦目のベルギー戦はアーメド・ラディがW杯初得点を決めるも1-2のスコアで敗戦し、最終戦を残してグループリーグ敗退が決まった。メキシコとの最終戦も0-1で敗れ3連敗でW杯メキシコ大会を去った。
連続出場を狙った1990年イタリアW杯・アジア予選では1次予選でカタールに及ばず最終予選進出を逃している。

### 政治との関係
イラク国内のスポーツを統括し、イラクサッカー協会会長を兼務していたサッダーム・フセインの長男ウダイは、成績不振のスポーツ選手に対して日常的に拷問を行い、52人ものスポーツ選手を拷問によって死に至らしめたと言われている。ウダイの恐怖政治かつ、非人道的な手段は、イラク国内すべてのスポーツにおいて、暗い影を落とすことになる。のちに米軍によってイラク制圧後にウダイが使用していたとされる拷問用のマスクなど多数の拷問器具が発見されている。また、ウダイと対立したサッカー・イラク代表監督はウダイから自宅にロケット砲を撃ち込まれている。1993年から1997年までイラク代表のDFだった現イラクサッカー協会副会長のシャラル・ハイダルは、ウダイの拷問についてのサッカー界の最初の証言者である。ハイダルによると、「1994年アメリカＷ杯アジア予選前に、ウダイは敵対国アメリカのＷ杯に出場するようイラク代表に物凄い圧力をかけてきた。それ以前に2度にわたり、バグダッド郊外のアル・ラドワニアの刑務所に投獄され満身創痍の状態だったため、イラク代表から外してほしいと懇願した所、同刑務所に3度目の投獄を受け、木靴で蹴りつける・足の裏を木の棒で叩くファラカという拷問等を受け、6カ月投獄された」という。
1993年に行われたアメリカW杯アジア最終予選の日本対イラク戦（通称:ドーハの悲劇）でも、もしイラク代表が日本代表に敗北していた場合、メンバーに対し全員鞭打ちの刑に処せられることになっていた、と当時のイラク代表のメンバーが証言している。1997年、イラクは第1シードとして、1998年フランスW杯アジア1次予選グループ9でカザフスタンとパキスタンと同じ組になったが、カザフスタンがイラクの成績を上回り、イラクの予選敗退が決まった。1997年6月29日、1次予選最終戦のアウェイでのカザフスタン戦でイラクが敗退し、イラク代表選手たちが帰国すると、ウダイは代表選手たちを軍事施設に連行し、鞭打ちを行った上、打放しコンクリートの狭い拷問部屋(立って歩けない程の低い天井で、狭く、更に部屋中に無数の打放しコンクリートの柱がひしめき合うように立っていた)に選手を監禁したという。この事件をイギリスの新聞がセンセーショナルに報道したことで、後に国際サッカー連盟（FIFA）が調査したが、「暴行は無かった」と報告した。しかし、2003年のイラク戦争で、フセイン政権が倒れると、報道されたウダイの拷問の全てが事実であったことが判明した。

### 第2次黄金時代
イラク国内では危機的な状況の中、AFCユース選手権2000で19歳以下の代表が優勝を飾り、若年層に才能が育っていたことはアジアのサッカー界に驚きをもって受け止められた。この世代の選手たちが中心となり、イラク戦争・ウダイ死亡後には2004年の中国アジアカップでベスト8、同年のアテネ五輪で4位、2006年のアジア大会で準優勝と、立て続けに国際大会で好成績を上げた。
さらにAFCアジアカップ2007では大会初優勝を飾った。この大会でイスラム教シーア派の選手とスンニ派の選手、クルド人の選手が共に優勝を喜ぶ姿は国内外でも大きく注目を集めた。再びアジア列強の地位を取り戻したかに思えたが、2008年の南アフリカW杯アジア予選では、3次予選で敗退し最終予選に進出できなかった（なお、その前のドイツW杯アジア予選でも最終予選進出に失敗）。前回王者として出場したAFCアジアカップ2011では、準々決勝で敗退となった。
2011年8月29日より元日本代表監督のジーコが監督に就任したが、ジーコは2012年3月から、スタッフは2011年10月から給料未払いとなり、2014年ブラジルW杯アジア4次予選B組第6節終了後、2012年11月27日にジーコ監督はイラクサッカー協会の契約不履行を理由に辞任した。2013年6月11日、日本に0-1で敗れ、2014年ブラジルW杯アジア最終予選での敗退が決まった。

### 2010年代後半
AFCアジアカップ2015では平均年齢が23歳以下と非常に若いチームで臨み、準々決勝で隣国のイランを延長PK戦の末下し、2大会ぶりにベスト4へと進出した。その後、準決勝で韓国、3位決定戦でアラブ首長国連邦に敗れ4位となった。2018年のロシアW杯アジア予選では最終予選に進出したが、開幕3連敗を喫するなど第8節で予選敗退が決定した。なお、後半戦の第6節以降は好調で2勝2分1敗であった。

### 2020年代
自国開催となったガルフカップ2023では決勝戦でオマーンを破り、1988年大会以来35年ぶりとなる優勝を果たした。
AFCアジアカップ2023ではグループDに組み分けされ、初戦のインドネシアを3-1で下すと、第2戦の日本戦では後半に1点を返されるも前半にアイメン・フセインの2ゴールの活躍でグループリーグ1位通過を決めた。3戦目のベトナム戦では前半42分に先制点を奪われ、後半に2点を奪って一時は逆転するも、試合終了間際にグエン・クアン・ハイのゴールで同点にされてしまう。それでも最後の最後にフセインがPKを決めて3-2で競り勝ってグループリーグ3連勝でヨルダンとの決勝トーナメント1回戦に挑んだ。前半終了間際にヤザン・アル・ナイマトに先制ゴールを決められるも、後半にサード・ナティク・ナジとアイメン・フセインの活躍で逆転に成功した。しかし、このまま逃げ切るかと思われた試合終了間際にヤザン・ムーサ・マフムード・アブ・アル・アラブに同点ゴールを決められて、最後はニザール・マフムード・アフマド・アル＝ラシュダンに逆転ゴールを決められたところで試合終了。ベスト8目前でベスト16敗退に変わってしまった
2020年代から、かつての戦乱を逃れてイラク国外で生まれ育った移民系の選手が増加。ジダン・イクバル(英国出身)、Youssef AmynMerchas Doski(ドイツ出身)、フセイン・アリ、Ahmed Yasin、Rebin Sulaka、Amir Al-Ammari、Allan Mohideen、Montader Madjed、Peter Gwargis(いずれもスウェーデン出身またはスウェーデン国籍保有)フランス・プトロス(デンマーク出身)ウサマ・ラシド(オランダ育ち)Ahmad Allée(フランス育ち、元フランスU18代表)など、欧州各国の年代別代表やフル代表選出された選手もおり、イラク代表に貢献している。

## 成績

### FIFAワールドカップ
| FIFAワールドカップ | FIFAワールドカップ | FIFAワールドカップ | FIFAワールドカップ | FIFAワールドカップ | FIFAワールドカップ | FIFAワールドカップ | FIFAワールドカップ |          | FIFAワールドカップ・予選 | FIFAワールドカップ・予選 | FIFAワールドカップ・予選 | FIFAワールドカップ・予選 | FIFAワールドカップ・予選 | FIFAワールドカップ・予選 |
| 開催年             | 結果               | 試合               | 勝利               | 引分               | 敗戦               | 得点               | 失点               | 試合     | 勝利                     | 引分                     | 敗戦                     | 得点                     | 失点                     |                          |
| ------------------ | ------------------ | ------------------ | ------------------ | ------------------ | ------------------ | ------------------ | ------------------ | -------- | ------------------------ | ------------------------ | ------------------------ | ------------------------ | ------------------------ | ------------------------ |
| 1930               | 不参加             | 不参加             | 不参加             | 不参加             | 不参加             | 不参加             | 不参加             | 不参加   | 不参加                   | 不参加                   | 不参加                   | 不参加                   | 不参加                   |                          |
| 1934               | 不参加             | 不参加             | 不参加             | 不参加             | 不参加             | 不参加             | 不参加             | 不参加   | 不参加                   | 不参加                   | 不参加                   | 不参加                   | 不参加                   |                          |
| 1938               | 不参加             | 不参加             | 不参加             | 不参加             | 不参加             | 不参加             | 不参加             | 不参加   | 不参加                   | 不参加                   | 不参加                   | 不参加                   | 不参加                   |                          |
| 1950               | 不参加             | 不参加             | 不参加             | 不参加             | 不参加             | 不参加             | 不参加             | 不参加   | 不参加                   | 不参加                   | 不参加                   | 不参加                   | 不参加                   |                          |
| 1954               | 不参加             | 不参加             | 不参加             | 不参加             | 不参加             | 不参加             | 不参加             | 不参加   | 不参加                   | 不参加                   | 不参加                   | 不参加                   | 不参加                   |                          |
| 1958               | 不参加             | 不参加             | 不参加             | 不参加             | 不参加             | 不参加             | 不参加             | 不参加   | 不参加                   | 不参加                   | 不参加                   | 不参加                   | 不参加                   |                          |
| 1962               | 不参加             | 不参加             | 不参加             | 不参加             | 不参加             | 不参加             | 不参加             | 不参加   | 不参加                   | 不参加                   | 不参加                   | 不参加                   | 不参加                   |                          |
| 1966               | 不参加             | 不参加             | 不参加             | 不参加             | 不参加             | 不参加             | 不参加             | 不参加   | 不参加                   | 不参加                   | 不参加                   | 不参加                   | 不参加                   |                          |
| 1970               | 不参加             | 不参加             | 不参加             | 不参加             | 不参加             | 不参加             | 不参加             | 不参加   | 不参加                   | 不参加                   | 不参加                   | 不参加                   | 不参加                   |                          |
| 1974               | 予選敗退           | 予選敗退           | 予選敗退           | 予選敗退           | 予選敗退           | 予選敗退           | 予選敗退           | 予選敗退 | 6                        | 3                        | 2                        | 1                        | 11                       | 6                        |
| 1978               | 不参加             | 不参加             | 不参加             | 不参加             | 不参加             | 不参加             | 不参加             | 不参加   | 不参加                   | 不参加                   | 不参加                   | 不参加                   | 不参加                   |                          |
| 1982               | 予選敗退           | 予選敗退           | 予選敗退           | 予選敗退           | 予選敗退           | 予選敗退           | 予選敗退           | 4        | 3                        | 0                        | 1                        | 5                        | 2                        |                          |
| 1986               | グループリーグ敗退 | 3                  | 0                  | 0                  | 3                  | 1                  | 4                  | 8        | 5                        | 1                        | 2                        | 13                       | 11                       |                          |
| 1990               | 予選敗退           | 予選敗退           | 予選敗退           | 予選敗退           | 予選敗退           | 予選敗退           | 予選敗退           | 予選敗退 | 6                        | 3                        | 2                        | 1                        | 11                       | 5                        |
| 1994               | 予選敗退           | 予選敗退           | 予選敗退           | 予選敗退           | 予選敗退           | 予選敗退           | 予選敗退           | 予選敗退 | 13                       | 7                        | 4                        | 2                        | 37                       | 13                       |
| 1998               | 予選敗退           | 予選敗退           | 予選敗退           | 予選敗退           | 予選敗退           | 予選敗退           | 予選敗退           | 予選敗退 | 4                        | 2                        | 0                        | 2                        | 14                       | 8                        |
| 2002               | 予選敗退           | 予選敗退           | 予選敗退           | 予選敗退           | 予選敗退           | 予選敗退           | 予選敗退           | 予選敗退 | 14                       | 6                        | 3                        | 5                        | 37                       | 15                       |
| 2006               | 予選敗退           | 予選敗退           | 予選敗退           | 予選敗退           | 予選敗退           | 予選敗退           | 予選敗退           | 予選敗退 | 6                        | 3                        | 2                        | 1                        | 17                       | 7                        |
| 2010               | 予選敗退           | 予選敗退           | 予選敗退           | 予選敗退           | 予選敗退           | 予選敗退           | 予選敗退           | 予選敗退 | 8                        | 3                        | 2                        | 3                        | 11                       | 6                        |
| 2014               | 予選敗退           | 予選敗退           | 予選敗退           | 予選敗退           | 予選敗退           | 予選敗退           | 予選敗退           | 予選敗退 | 16                       | 7                        | 3                        | 6                        | 20                       | 12                       |
| 2018               | 予選敗退           | 予選敗退           | 予選敗退           | 予選敗退           | 予選敗退           | 予選敗退           | 予選敗退           | 予選敗退 | 16                       | 6                        | 5                        | 5                        | 24                       | 18                       |
| 2022               | 予選敗退           | 予選敗退           | 予選敗退           | 予選敗退           | 予選敗退           | 予選敗退           | 予選敗退           | 予選敗退 | 18                       | 6                        | 8                        | 4                        | 23                       | 16                       |
| 合計               | 1/22               | 3                  | 0                  | 0                  | 3                  | 1                  | 4                  | 118      | 48                       | 28                       | 27                       | 199                      | 99                       |                          |

### AFCアジアカップ
| 開催年 | 結果               | 試合   | 勝利   | 引分   | 敗戦   | 得点   | 失点   |
| ------ | ------------------ | ------ | ------ | ------ | ------ | ------ | ------ |
| 1956   | 不参加             | 不参加 | 不参加 | 不参加 | 不参加 | 不参加 | 不参加 |
| 1960   | 不参加             | 不参加 | 不参加 | 不参加 | 不参加 | 不参加 | 不参加 |
| 1964   | 不参加             | 不参加 | 不参加 | 不参加 | 不参加 | 不参加 | 不参加 |
| 1968   | 不参加             | 不参加 | 不参加 | 不参加 | 不参加 | 不参加 | 不参加 |
| 1972   | グループリーグ敗退 | 3      | 0      | 2      | 1      | 1      | 4      |
| 1976   | 4位                | 4      | 1      | 0      | 3      | 3      | 6      |
| 1980   | 棄権               | 棄権   | 棄権   | 棄権   | 棄権   | 棄権   | 棄権   |
| 1984   | 棄権               | 棄権   | 棄権   | 棄権   | 棄権   | 棄権   | 棄権   |
| 1988   | 棄権               | 棄権   | 棄権   | 棄権   | 棄権   | 棄権   | 棄権   |
| 1992   | 不参加             | 不参加 | 不参加 | 不参加 | 不参加 | 不参加 | 不参加 |
| 1996   | ベスト8            | 4      | 2      | 0      | 2      | 6      | 4      |
| 2000   | ベスト8            | 4      | 1      | 1      | 2      | 5      | 7      |
| 2004   | ベスト8            | 4      | 2      | 0      | 2      | 5      | 7      |
| 2007   | 優勝               | 6      | 3      | 3      | 0      | 7      | 2      |
| 2011   | ベスト8            | 4      | 2      | 0      | 2      | 3      | 3      |
| 2015   | 4位                | 6      | 2      | 1      | 3      | 8      | 9      |
| 2019   | ベスト16           | 4      | 2      | 1      | 1      | 6      | 3      |
| 2023   | ベスト16           | 4      | 3      | 0      | 1      | 10     | 7      |
| 合計   | 10/18              | 43     | 18     | 8      | 17     | 54     | 52     |

### 西アジアサッカー選手権
| 開催年 | 結果               | 試合   | 勝利   | 引分   | 敗戦   | 得点   | 失点   |        |
| ------ | ------------------ | ------ | ------ | ------ | ------ | ------ | ------ | ------ |
| 2000   | 3位                | 5      | 3      | 2      | 0      | 10     | 2      |        |
| 2002   | 優勝               | 4      | 3      | 1      | 0      | 6      | 2      |        |
| 2004   | 4位                | 4      | 1      | 0      | 3      | 4      | 8      |        |
| 2007   | 準優勝             | 4      | 2      | 1      | 1      | 5      | 2      |        |
| 2008   | 不参加             | 不参加 | 不参加 | 不参加 | 不参加 | 不参加 | 不参加 | 不参加 |
| 2010   | 準決勝敗退         | 3      | 2      | 0      | 1      | 6      | 3      |        |
| 2012   | 準優勝             | 4      | 2      | 1      | 1      | 4      | 2      |        |
| 2014   | グループリーグ敗退 | 2      | 0      | 2      | 0      | 0      | 0      |        |
| 2019   | 準優勝             | 5      | 3      | 1      | 1      | 5      | 3      |        |
| 合計   | 8/9                | 31     | 16     | 8      | 7      | 40     | 22     |        |

### ガルフカップ
| ガルフカップ | ガルフカップ       | ガルフカップ | ガルフカップ | ガルフカップ | ガルフカップ | ガルフカップ | ガルフカップ |          |
| 開催年       | 結果               | 試合         | 勝利         | 引分         | 敗戦         | 得点         | 失点         |          |
| ------------ | ------------------ | ------------ | ------------ | ------------ | ------------ | ------------ | ------------ | -------- |
| 1970         | 不参加             | 不参加       | 不参加       | 不参加       | 不参加       | 不参加       | 不参加       | 不参加   |
| 1972         | 不参加             | 不参加       | 不参加       | 不参加       | 不参加       | 不参加       | 不参加       | 不参加   |
| 1974         | 不参加             | 不参加       | 不参加       | 不参加       | 不参加       | 不参加       | 不参加       | 不参加   |
| 1976         | 準優勝             | 7            | 4            | 2            | 1            | 23           | 8            |          |
| 1979         | 優勝               | 6            | 6            | 0            | 0            | 23           | 1            |          |
| 1982         | 棄権               | 棄権         | 棄権         | 棄権         | 棄権         | 棄権         | 棄権         | 棄権     |
| 1984         | 優勝               | 7            | 4            | 2            | 1            | 12           | 5            |          |
| 1986         | 6位                | 6            | 1            | 3            | 2            | 8            | 9            |          |
| 1988         | 優勝               | 6            | 4            | 2            | 0            | 8            | 1            |          |
| 1990         | 棄権               | 棄権         | 棄権         | 棄権         | 棄権         | 棄権         | 棄権         | 棄権     |
| 1992         | 資格停止           | 資格停止     | 資格停止     | 資格停止     | 資格停止     | 資格停止     | 資格停止     | 資格停止 |
| 1994         | 資格停止           | 資格停止     | 資格停止     | 資格停止     | 資格停止     | 資格停止     | 資格停止     | 資格停止 |
| 1996         | 資格停止           | 資格停止     | 資格停止     | 資格停止     | 資格停止     | 資格停止     | 資格停止     | 資格停止 |
| 1998         | 資格停止           | 資格停止     | 資格停止     | 資格停止     | 資格停止     | 資格停止     | 資格停止     | 資格停止 |
| 2002         | 資格停止           | 資格停止     | 資格停止     | 資格停止     | 資格停止     | 資格停止     | 資格停止     | 資格停止 |
| 2004         | グループリーグ敗退 | 3            | 0            | 2            | 1            | 5            | 7            |          |
| 2007         | グループリーグ敗退 | 3            | 1            | 1            | 1            | 2            | 2            |          |
| 2009         | グループリーグ敗退 | 3            | 0            | 1            | 2            | 2            | 8            |          |
| 2010         | 準決勝敗退         | 4            | 1            | 3            | 0            | 5            | 4            |          |
| 2013         | 準優勝             | 5            | 4            | 0            | 1            | 7            | 3            |          |
| 2014         | グループリーグ敗退 | 3            | 0            | 1            | 2            | 1            | 4            |          |
| 2017         | 準決勝敗退         | 4            | 2            | 2            | 0            | 6            | 2            |          |
| 2019         | 準決勝敗退         | 4            | 2            | 2            | 0            | 6            | 3            |          |
| 2023         | 優勝               | 5            | 4            | 1            | 0            | 12           | 2            |          |
| 合計         | 16/25              | 73           | 37           | 25           | 11           | 132          | 64           |          |

### FIFAコンフェデレーションズカップ
| 開催年 | 結果               | 試合 | 勝利 | 引分 | 敗戦 | 得点 | 失点 |
| ------ | ------------------ | ---- | ---- | ---- | ---- | ---- | ---- |
| 2009   | グループリーグ敗退 | 3    | 0    | 2    | 1    | 0    | 1    |
| 合計   | 出場1回/優勝0回    | 3    | 0    | 2    | 1    | 0    | 1    |

## 歴代監督
- アクラム・アハマド・サルマーン 1998, 2005-2007, 2015-2016
- ジョルバン・ビエイラ 2007-2009
- エギル・オルセン 2007-2008
- ボラ・ミルティノビッチ 2009
- ウォルフガング・シドカ 2010-2011
- ジーコ 2011-2012
- ハキーム・シャーキル 2012-2014
- ヴラディミル・ペトロヴィッチ 2013
- ラーディー・シュナイシル 2014-2017
- ヤフヤ・アルワン 2015-2016
- バーシム・カーシム 2017-2018
- スレチコ・カタネッツ 2018-2021
- ディック・アドフォカート 2021
- ゼリコ・ペトロヴィッチ 2021-2022
- アブドゥルガニ・シャハド 2022
- ヘスス・カサス（英語版） 2022-

## 歴代選手
| - ジャラル・ハッサン | - アリ・アドナン - ドゥルガーム・イスマーイール - アラー・アリ・ムハウィ - アフメド・ヤヒヤ - フランス・プトロス - フセイン・アリ | - ハワル・ムラ・モハメド - サアド・アブドゥルアミール - フマーム・ターリク - マフディー・カーミル - ヤセル・カシム - ウサマ・ラシド | - フセイン・サイード - アーメド・ラディ - ユニス・マフムード - ルアイ・サラーハ - アラー・アブドゥッザフラ - アムジャド・カラフ - アムジャド・ラーディー - ハンマーディー・アフマド - マルワーン・フセイン - モハナド・アリ - アイメン・フセイン - アリ・アル＝ハマディ |